# Лангер, Йозеф Ярослав
Йозеф Ярослав Лангер (чеш. Josef Jaroslav Langer; 12 ноября 1806, Лазне-Богданеч — 28 апреля 1846, Лазне-Богданеч) — чешский поэт и журналист.
Учился в Градце-Кралове, затем в 1826—28 годах на философском факультете Пражского университета, однако курса не окончил и оставил университет, чтобы полностью посвятить себя журналистике. Сотрудничал как автор статей и стихотворений, часто на политические темы, с рядом чешских журналов, в 1830—31 годах редактировал «Čechoslav». В 1830 году напечатал первую книгу, «Идиллии» (чеш. Selanky). В 1836 году вынужден был покинуть Прагу согласно полицейскому предписанию. Позднейшая поэзия Лангера в значительной степени имеет фольклорные корни. Собрание его сочинений в двух томах было издано в 1860—61 годах, избранные сочинения печатались в 1917 и 1957 годах.